# Карлс, Томми
Свен Томми Карлс (швед. Sven Tommy Karls; 13 октября 1961, Нючёпинг) — шведский гребец-байдарочник, выступал за сборную Швеции в середине 1980-х годов. Серебряный призёр летних Олимпийских игр в Лос-Анджелесе, серебряный призёр чемпионата мира, победитель регат национального и международного значения.

## Биография
Томми Карлс родился 13 октября 1961 года в Нючёпинге, лен Сёдерманланд. Активно заниматься греблей начал с раннего детства, проходил подготовку в каноэ-клубе города Укселёсунда.
Первого серьёзного успеха на взрослом международном уровне добился в 1984 году, когда попал в основной состав шведской национальной сборной и благодаря череде удачных выступлений удостоился права защищать честь страны на летних Олимпийских играх в Лос-Анджелесе. С четырёхместным экипажем, куда вошли также гребцы Ларс-Эрик Муберг, Пер-Инге Бенгтссон и Томас Ульссон, завоевал серебряную медаль в четвёрках на дистанции 1000 метров, уступив в решающем заезде лишь команде Новой Зеландии.
В 1985 году Карлс побывал на чемпионате мира в бельгийском Мехелене, откуда тоже привёз награду серебряного достоинства — вместе с партнёрами Бенгдтом Андерссоном, Торбьёрном Торессоном и Петером Экстрёмом, занял второе место в четвёрках на десяти тысячах метров, пропустив вперёд только экипаж из Венгрии.
Кроме спринтерских соревнований по гребле на байдарках и каноэ, Томми Карлс также неоднократно участвовал и в марафонских заездах. Так, в 1992 году он успешно стартовал на марафонском чемпионате мира по гребле в Брисбене, где стал бронзовым призёром в зачёте байдарок-одиночек.